# Campagne partiche di Caracalla
Le campagne partiche di Caracalla (215-217) costituirono un nuovo successo delle armate romane sui Parti, sebbene non così importante per la supremazia del vicino regno d'Armenia. Dopo questa disfatta i Parti furono sostituiti nel 224 dalla dinastia dei Sasanidi.

## Contesto storico
La dinastia dei Severi che regnò sull'Impero romano tra la fine del II e i primi decenni del III secolo, dal 193 al 235, con una breve interruzione durante il regno di Macrino tra il 217 e il 218, ebbe in Settimio Severo il suo capostipite ed in Alessandro Severo il suo ultimo discendente. La nuova dinastia era nata sulle ceneri di un lungo periodo di guerre civili, dove si affrontarono altri tre contendenti oltre a Settimio Severo (Didio Giuliano, Pescennio Nigro e Clodio Albino). Nei nomina degli imperatori era, inoltre, presente un chiaro riferimento alla dinastia degli Antonini. Il motivo era quello di creare una forma di continuità ideale con la precedente dinastia, quasi non ci fosse stata alcuna interruzione, neppure con il predecessore Pertinace.
Le precedenti campagne del padre, Settimio Severo, erano riuscite a riconquistare in modo permanente la Mesopotamia settentrionale facendone, come in passato avevano fatto Traiano e Lucio Vero, una nuova provincia romana con a capo un praefectus Mesopotamiae di rango equestre. Per questi successi ottenne il titolo vittorioso di Parthicus maximus, gli fu decretato un Trionfo ed eretto un arco trionfale nel foro romano.

### Casus belli
Caracalla dopo aver sistemato le questioni con i barbari della frontiera danubiana ed essere passato in rassegna agli accampamenti di presidio delle province di Pannonia e Mesie, scese in Tracia fino al confine con la Macedonia, trasformando se stesso nella reincarnazione di Alessandro Magno (nel 215). Per ravvivare la memoria del Macedone in ogni modo possibile, ordinò che statue e dipinti del suo eroe, fossero esposti al pubblico in tutte le città. Riempì il Campidoglio e molti altri templi di tutta Roma, con sue statue e dipinti, a suggerire che fosse un secondo Alessandro.
Erodiano racconta che in alcuni casi erano esposti ritratti assai ridicoli, dove erano rappresentate statue che avevano su ciascun lato di una sola testa i volti sia di Alessandro sia di Caracalla. A ciò si aggiunga che andava in giro in costume macedone, con un copricapo a larghe tese e degli stivaletti. Creò poi un'unità militare (il primo esempio di legione romana di lanciarii, la legio II Parthica Antoniana) che assomigliasse il più possibile alla falange macedone. I suoi ufficiali dovevano, inoltre, portare i nomi dei generali di Alessandro. Egli, infine, arruolò alcuni giovani di Sparta e formò una nuova unità militare chiamata Laconica e Pitanata.
Egli continuò il suo viaggio visitando prima la tomba di Achille a Troia, poi raggiunse Antiochia e vi soggiornò per un certo periodo (cominciando a fare i primi preparativi in vista dell'imminente campagna militare contro i Parti e gli Armeni) ed infine volle visitare la tomba di Alessandro ad Alessandria d'Egitto.
Tornato ad Antiochia (inverno del 215-216), la sua totale devozione alle imprese del Macedone, lo portò a provocare una nuova guerra contro il re dei Parti, Artabano IV. Si trattava di un mero desiderio di gloria sulle tracce di Alessandro il Grande. Erodiano infatti racconta che:
(Erodiano, Storia dell'impero dopo Marco Aurelio, IV, 10.1-3.)
Erodiano continuava dicendo che le forze congiunte dei due imperi, si sarebbero completate vicendevolmente, e qualora avessero deciso di fare insieme la guerra, avrebbero potuto facilmente unire il mondo intero sotto un unico comando. E poiché i Parti producevano spezie e tessuti di ottima fattura, mentre i Romani metalli e manufatti, avrebbero potuto evitarne il loro contrabbando da parte dei mercanti, permettendo ad entrambi i popoli di godere di questi beni e condividerne il loro utilizzo.
Sembra però che il re dei Parti fosse inizialmente molto scettico su questa unione, tanto più che vi sarebbero stati ostacoli non solo per la differente lingua, ma anche per i diversi usi e costumi dei loro rispettivi popoli. In seguito, la continua offerta di doni e la proposta di accordi duraturi di alleanza da parte di Caracalla, fecero sì che Artabano IV ne fu conquistato, acconsentendo a questa unione matrimoniale con la figlia. Quest'ultimo decise così di voler incontrare il futuro genero, nella speranza di una futura pace durevole.
Caracalla, dopo aver attraversato i fiumi (Eufrate e Tigri, nella primavera del 216), entrò nei territori dei Parti come se fossero già suoi. Intanto i Parti, in segno di amicizia ed alleanza, offrirono al suo passaggio continui sacrifici ovunque. L'Imperatore romano, fingendo di esserne deliziato, continuò la sua marcia fino al palazzo reale di Artabano, dove il re appena lo vide decise di muovergli incontro nella pianura di fronte alla città (Arbela), per accogliere il futuro genero, tra ali di folla festante che lo accompagnavano. Ma Caracalla ad un segnale convenuto, ordinò al suo esercito di attaccare e massacrare gli spettatori. Sbalordito da questo attacco, Artabano cercò di mettersi in salvo, sebbene fosse stato ferito, grazie all'aiuto della sua guardia del corpo, che riuscì a porlo su un cavallo ed a scortarlo lontano dall'agguato tesogli dall'Imperatore romano. L'esercito dei Parti, preso alla sprovvista, avendo inoltre mandato i propri cavalli al pascolo, non fu in grado di resistere all'avanzata della fanteria romana, tanto più che la forza persiana risiedeva proprio nella cavalleria. Questi i fatti che provocarono la nuova guerra tra i due Imperi.
Versione differente è quella di Cassio Dione Cocceiano, secondo il quale Caracalla fece guerra ai Parti, con il pretesto che Artabano si era rifiutato di dargli in sposa la figlia, perché il re dei Parti aveva intuito che l'imperatore romano, pur fingendo di volersi sposare, era in realtà desideroso di ottenere il regno dei Parti per la sua stessa brama di gloria.

## Forze in campo
Le operazioni di questi anni di guerra coinvolsero direttamente le seguenti legioni:
- I Adiutrix, I Parthica, II Adiutrix, II Parthica, Legio III Gallica, III Parthica, Legio IIII Scythica, Legio VI Ferrata, Legio VII Claudia Pia Fidelis, Legio XII Fulminata, Legio XV Apollinaris e XVI Flavia Firma;

oltre ad alcune vexillationes provenienti da altri fronti come:
- la II Italica (?), II Traiana (?), III Augusta, III Italica, Legio IV Flavia Felix, Legio V Macedonica, Legio X Gemina e Legio XIII Gemina.[18]

Il totale delle forze messe in campo dall'Impero romano potrebbe aver superato i 150 000 armati coinvolti; di essi, una metà fu costituita da legionari (provenienti da ben 24-25 legioni), la restante da ausiliari.

## Fasi del conflitto
216Caracalla dopo aver attaccato a sorpresa ed a tradimento il re dei Parti, Artabano IV, fece grande strage dei nemici nei pressi della città di Arbela, facendo un grande bottino e molti prigionieri, oltre a disseppellire i corpi dei sovrani dei Parti e disperdendone le loro ossa. Decise quindi di continuare la marcia verso la Media, lontano dalla città senza incontrare resistenza. Lungo il tragitto bruciò città, villaggi e fortezze, consentendo ai suoi soldati di razziare tutto ciò che potevano. Al termine della campagna, dopo aver devastato anche l'Adiabene e buona parte dei territori dell'impero dei Parti (marciando fino ai territori dei Cadusi del Mar Caspio e dei Babilonesi del medio corso di Tigri ed Eufrate), Caracalla, dal momento che le sue truppe erano ormai stanche di saccheggi e uccisioni, riportò indietro le sue armate in Mesopotamia. Secondo Cassio Dione Cocceiano, appena i Parti ed i Medi, cominciarono ad organizzare un grande esercito, pronti a contrattaccare le armate romane, per il trattamento ricevuto, Caracalla cadde nel più profondo terrore. "Egli appariva, infatti, assai audace nel minacciare e nel compiere imprese spericolate ed improvvise, ma si rivelava poi un grande codardo di fronte al pericolo, e quindi debole in presenza di difficoltà".
Da qui inviò messaggeri al Senato che annunciavano che l'intero Oriente era stato sottomesso e che tutti i regni di quella regione si erano arresi a lui. I senatori, non essendo forse a conoscenza di quanto era realmente accaduto, o più probabilmente per la paura e il desiderio di adulare l'Imperatore, decisero di tributargli un nuovo trionfo ed il titolo di Parthicus, mentre Caracalla trascorreva l'inverno in Mesopotamia, ad Edessa (divenuta per l'occasione: Colonia Metropolis Antoniana), dedicandosi alla caccia, e con l'intento di preparare una nuova campagna militare per l'anno successivo.
217Nel corso di quest'anno, Caracalla fu ucciso durante una gita a Carre, interrompendo una nuova possibile campagna contro i Parti. Sempre Erodiano racconta che uno dei suoi generali, un certo Marco Opellio Macrino (nonché prefetto del pretorio), stanco di essere sbeffeggiato dal suo stesso imperatore in pubblico ed in svariate circostanze, decise di ordire contro lo stesso una congiura, che portò alla morte di Caracalla, non molto distante da Edessa. Morto Caracalla, Macrino si fece proclamare imperatore e fece ritorno ad Antiochia, dove incontrò il figlio Diadumeniano, che proclamò Cesare. Le attività militari continuarono però in Mesopotamia, poiché Artabano IV era intenzionato a recuperare i territori perduti nella campagna precedente. Egli infatti riuscì a battere un esercito romano presso Nisibi ed a ottenere la pace, dietro il pagamento di una grossa somma da parte di Roma, la quale in cambio riuscì a mantenere i suoi possedimenti in Mesopotamia, probabilmente fino ad Hatra.

## Conseguenze
La provincia di Mesopotamia fu ampliata (probabilmente fino alla città di Hatra) e rimase sotto il controllo romano almeno fino al 229/230 circa, quando la nuova dinastia sasanide, appena insediatasi sul trono persiano e succeduta a quella partica (nel 224), mutò completamente i rapporti con il vicino Impero romano, e passando al contrattacco, dopo un secolo di duri scontri, sempre favorevoli ai Romani. Il regno d'Armenia continuò ed essere oggetto di contesa nei successivi due secoli. E così ad invasioni sasanidi, si susseguirono nuove invasioni da parte delle armate romane, in un continuo susseguirsi di vittorie e sconfitte da parte di entrambi gli imperi.